# Шарлота Вилхелмина фон Саксония-Кобург-Заалфелд
Шарлота Вилхелмина фон Саксония-Кобург-Заалфелд (на немски: Charlotte Wilhelmine von Sachsen-Coburg-Saalfeld; * 14 юни 1685 в Кобург; † 5 април 1767 в Ханау) от рода на Ваймерските Ернестински Ветини е принцеса от Саксония-Кобург-Заалфелд и чрез женитба графиня на Ханау-Мюнценберг.
Тя е дъщеря на херцог Йохан Ернст фон Саксония-Кобург-Заалфелд (1658 – 1729) и първата му съпруга София Хедвиг фон Саксония-Мерзебург (1666 – 1686), дъщеря на херцог Христиан I фон Саксония-Мерзебург. Нейният баща се жени втори път 1690 г. за графиня Шарлота Йохана фон Валдек-Вилдунген (1664 – 1699).
Шарлота Вилхелмина се омъжва на 26 декември 1705 г. за граф Филип Райнхард фон Ханау-Мюнценберг (1664 – 1712).  Тя е втората му съпруга. Нейната зестра е 18 000 гулдена. Бракът е бездетен.
След смъртта на нейния съпруг тя получава като вдовишка резиденция дворец Бабенхаузен и от 1736 г. къща („Salzhaus“) в Ханау, където умира на 5 април 1767 г. на 81 години. Погребана е на 11 април 1767 г. в лутеранската църква в Ханау във фамилната гробница на графовете на Ханау.